# 마트라 R550 매직

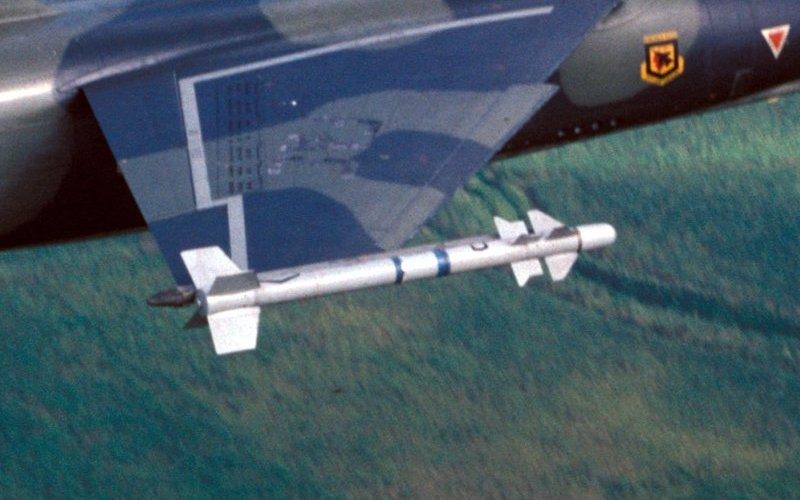
마트라 R550 매직 단거리 공대공 미사일

마트라 R550 매직(프랑스어: Matra R550 Magic)은 프랑스가 개발한 단거리 적외선 유도 미사일이다. 1975년에 개발된 매직1과 1985년에 개발된 매직2의 두 가지가 존재한다.
1975년에 처음 개발된 R550 매직1은 목표의 꼬리 부분에서 발생하는 적외선을 추적하는 적외선 유도 방식의 미사일이며, 10년 뒤인 1985년에 개발된 매직2는 매직1에 비해 사정거리 연장, 발사시간 단축, 전방향 발사능력을 갖춘 시커 헤드를 탑재한 성능 개량형이다.
MBDA 미카 공대공 미사일로 대체되고 있다.

## 제원
- 연료: 고체 연료 추진
- 중량: 89 kg
- 길이: 2.72 m
- 지름: 157 mm
- 속도: 마하 3
- 중력가속도 상한:30G
- 사거리: 0.3 km ~ 15 km
- 비행 고도: 11000 m
- 탄두: 13 kg
- 유도 방식: 적외선
- 신관: IR
- 발사 플랫폼: 다소 라팔, 미라주 2000, 쉬페르 에탕다르

## 같이 보기
- 미사일 목록